# دويخ ناوشا
دويخ نوشا هي منظمة عسكرية آشورية تأسست في يونيو/حزيران 2014. أُنشئت المجموعة ردًا على سقوط الموصل وسيطرة داعش عليها، وذلك للدفاع عن السكان الآشوريين (والمسيحيين) في العراق. عملت الميليشيا بشكل رئيسي على الدفاع عن القرى الآشورية في محافظة نينوى.
لا يُعرف ما إذا كانت الميليشيا قد لعبت دورًا مهمًا في القتال أثناء الحرب في العراق، حيث كانت بمثابة احتياطي أكثر عند الضرورة، وغالبًا ما تشير الدراسات الاستعادية للميليشيا إلى وضعها في الصراع الأكبر بين حكومة إقليم كردستان والحكومة الفيدرالية العراقية حول الأراضي المتنازع عليها. وفي النهاية حُلت المجموعة.
عملت دويخ نوشا بالتنسيق مع قوات الأمن الإقليمية والدولية (وتحديدًا البيشمركة)، وكانت تحت قيادة الحزب الوطني الآشوري. ولاحظ المراقبون أن العديد من رجال الميليشيا الذين كانوا جزءًا من المنظمة لم يكونوا أعضاء في الحزب، ولم يكونوا من أصل آشوري. انضم العديد من المقاتلين الأجانب المسيحيين إلى المجموعة وعملوا للدفاع عن المجتمعات الآشورية؛ ومن بينهم أمريكيون وفرنسيون وبريطانيون وأستراليون.

## تاريخ
تأسست دويخ نوشا عام ٢٠١٤، عقب سقوط الموصل وحرب العراق ضد داعش. شُكِّلت الميليشيا بمساعدة البيشمركة عقب استعادة باقوفا، حيث نُقِلَت مسؤولية الأمن إليها لاحقًا. وخلافًا للميليشيات الآشورية الأخرى، لم تُدمَج دويخ نوشا رسميًا في وحدات البيشمركة، وتلقَّت الدعم المالي في المقام الأول من الشتات الآشوري.
لاحظ المراقبون أن الميليشيا استقبلت متطوعين وأفراد ميليشيا من خلال تجنيد مقاتلين أجانب من الدول الغربية، في غياب المساعدة من البيشمركة والحكومة الفيدرالية العراقية. في عام 2015، ظهر تقريران عن متطوعين من خارج العراق ينضمون إلى الميليشيا، حيث انضم رجل يُدعى خميس جيورجيس خميس من ملبورن بأستراليا ومحارب قديم في جيش الولايات المتحدة من ديترويت يُدعى بريت رويالز إلى المجموعة. كما ذكرت مجلة تايم انضمام محارب قديم أمريكي إلى المجموعة، وقيل إن متطوعًا بريطانيًا باع منزله قبل الانضمام. وبحسب ما ورد كانت المجموعة تفتح أماكن للمتطوعين من فرنسا، وتفتح فروعًا أخرى لتجنيد أشخاص للقتال ضد داعش.
أعلنت منظمة أبناء الحرية الدولية، التي سبق لها تدريب وحدات حماية سهل نينوى، في خريف عام 2015 أنها ستبدأ تدريب دويخ نوشا في قتالها ضد تنظيم الدولة الإسلامية. ويقال إن المجموعة قدمت الدعم خلال هجوم سنجار في نوفمبر 2015.

## الجدل
على غرار الميليشيات الآشورية الأخرى التي تشكلت بعد داعش، تعرضت دويخ نوشا لانتقادات لاصطفافها مع حكومة إقليم كردستان وعملها كوكيل كردي. وقد ذكر تقرير صادر عن معهد السياسة الآشورية في يونيو/حزيران 2020 أن تأسيس دويخ نوشا، بالإضافة إلى قوات سهل نينوى وقوات حرس سهل نينوى التابعة للمجلس الشعبي الكلداني السرياني الآشوري، كان مجرد حيلة علاقات عامة، ومناورة سياسية لترسيخ النفوذ الكردي في سهل نينوى.
كما انتقدت API الفجوة الكبيرة في العمليات القتالية التي شاركت فيها الميليشيا مقارنة بالنقاش الإعلامي العام للمجموعة. في أغسطس 2016، ظهر رئيس APP، إيمانويل خوشابا يوخنا، في تقرير روبن وقُدم على أنه "القائد العام للجيش الآشوري"، والذي وُصف بأنه يخلق وهمًا بالدعم الآشوري للميليشيا. كما ذُكر أن المجموعة لم تشارك في معركة الموصل، وبدلاً من ذلك قدمت المساعدة أو عملت كوحدة شرطة للقرى الآشورية في سهل نينوى.
وُجهت انتقادات أخرى إلى الميليشيا، بناءً على فرضية كونها لفتة رمزية بدون مشاركة فعلية في القتال. في مقال مجلة تايم، وصف جندي أجنبي كيف قضى معظم الوقت الذي قضاه مع الميليشيا جالسًا في مقرهم في نوهدرا، حيث لم يُسمح للجنود بحمل الأسلحة على الخطوط الأمامية. أشار تقرير لشبكة CNN من أبريل 2015 إلى أنه في حين كان الكثيرون مهتمين بالانضمام إلى الميليشيا، إلا أنه سُجل 40 من أفراد الميليشيا النشطين فقط، وقد تركهم هذا الحجم الصغير يتعاونون بشكل مباشر مع البيشمركة. صرح سمير أوراها، أحد أعضاء الميليشيا، في مقابلة أن أي تصرفات للميليشيا ستحتاج إلى موافقة صريحة من البيشمركة، وقبل معركة الموصل، طُلب من المقاتلين التراجع. كشفت المقابلات اللاحقة مع أعضاء سابقين في الميليشيا كجزء من مقال عام 2021 أن العدد الفعلي للجنود كان أقل بكثير مما ورد في التقارير، حيث بلغ إجماليهم ما بين 15 و50 مع وجود 10 إلى 15 على الخطوط الأمامية في أي نقطة معينة، وكان لدى معظم الأعضاء القليل من التنسيق أو الخبرة القتالية أو لا شيء على الإطلاق. عادةً ما كان المتطوعون الأجانب ينتقلون داخل وخارج الميليشيا، مع خيبة أمل الكثيرين بسبب نقص الخبرة القتالية، وسرعان ما انخفضت هذه الثقة في DN مع مرور الوقت.
في حين يُعتقد أن مجموعة دويخ ناوشا لا تزال تتمتع ببعض القوة حول تل كيبي وتيسكوبا في عام 2018، إلا أن تقرير وكالة أنباء API نفسه زعم أنه حُلت في النهاية وأن جميع حساباتها على وسائل التواصل الاجتماعي قد حُذفت.

## إرث
منذ حلها، دُرست دويخ نوشا بأثر رجعي كجزء من كيفية استجابة الأقليات للصراعات التي تهدد مجتمعاتهم، مع ملاحظة أن الميليشيا وقفت فعليًا عند مفترق طرق كجزء من وضع الأقلية الصغيرة للآشوريين في العراق. وقد أجريت مقارنات بينها وبين مجموعات أخرى، وهي وحدات حماية سهل نينوى، لإظهار كيف تحولت ثقة البيشمركة مع تدهور الوضع الأمني بشكل كبير. ومع ذلك، دُرست المجموعة أيضًا لإظهار كيف رفع الآشوريون من معنوياتهم خلال الوقت الصعب، حيث أن وجود الميليشيا نفسه يوفر الأمن بالإضافة إلى الرمزية الدينية التي تساعد في تعزيز الدعم ولفت انتباه العالم إلى جرائم داعش.

## روابط خارجية
- انضمام غربيين إلى ميليشيات مسيحية عراقية لمحاربة تنظيم الدولة الإسلامية في العراق – ANI
- قائد الميليشيا المسيحية الآشورية (مقابلة مع إيمانويل خوشابا)
- لقد قاتلت من أجل أرضي